# Norges idrettsforbund og olympiske og paralympiske komité

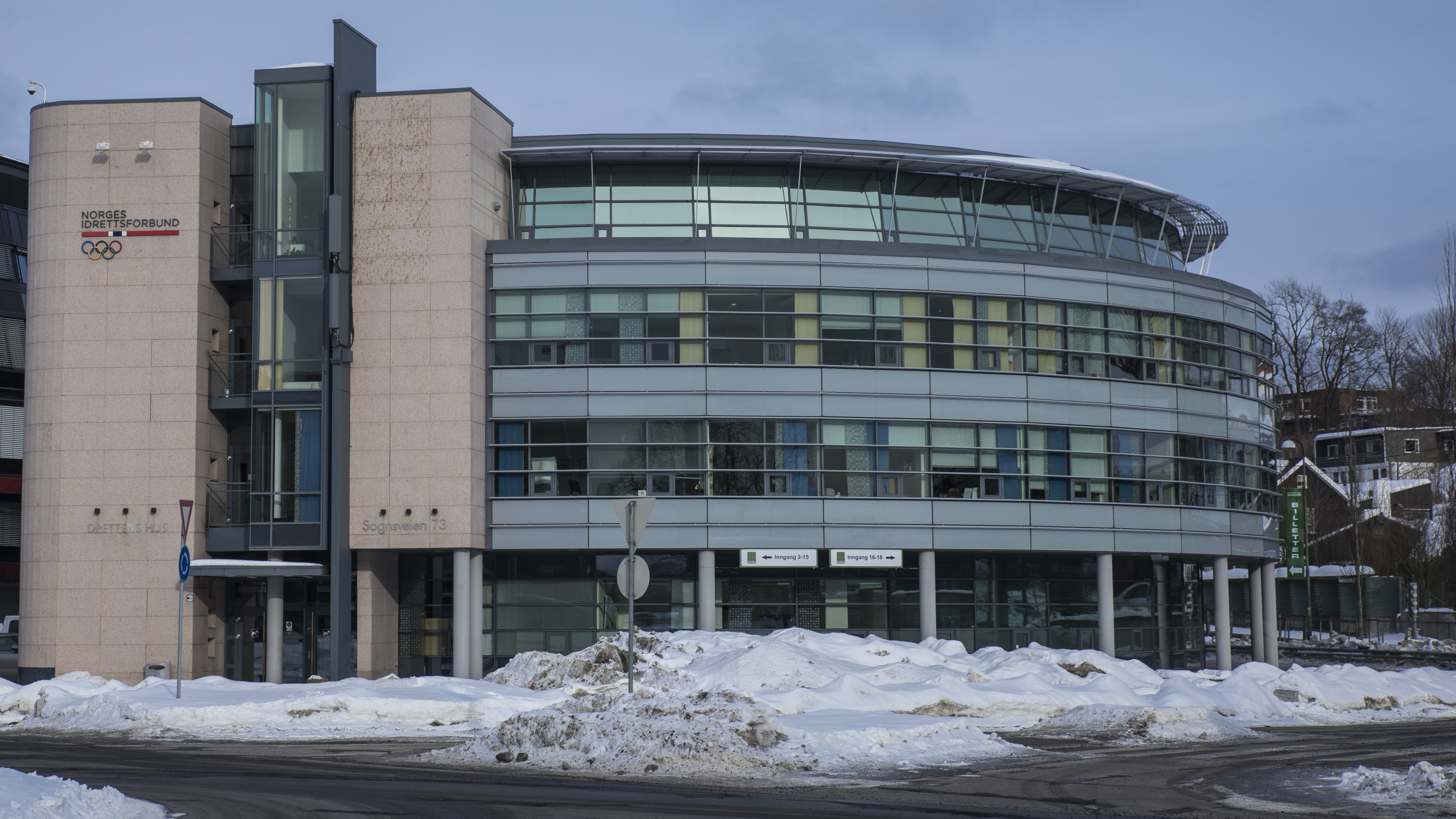
Förbundets kontor i Idrottens hus, mars 2018.

Norges idrettsforbund og olympiske og paralympiske komité (NIF eller Idrettforbundet) är norsk idrotts översta organ, och har funnits sedan 1861. Förbundet har bytt namn vid ett flertal tillfällen; det ursprungliga var Centralforeningen for Udbredelse af Legemsøvelser og Vaabenbrug och det nuvarande antogs 2007.
NIF har kontor i Idrettens Hus på Ullevål Stadion och har ca 220 fast anställda. I maj 2019 valdes Berit Kjøll till ny president för förbundet.